# Jaskinia Krakowska
Jaskinia Krakowska – jaskinia w Ojcowskim Parku Narodowym (OPN). Znajduje się w wąwozie Jamki, który jest orograficznie prawym odgałęzieniem Doliny Sąspowskiej. 

## Opis jaskini
Jaskinia znajduje się w orograficznie prawym zboczu wąwozu Jamki, blisko wylotu wąwozu Dzikowiec. Za niezbyt dużym otworem ciągnie się poziomy korytarz przebiegający z północnego zachodu na południowy wschód. W jaskini jest też kilka kominów. Największy ma wysokość 11 m. Jaskinia powstała na spękaniach ciosowych w uławiconym późnojurajskim wapieniu. Na systemie dwóch krzyżujących się spękań ciosowych  znajdują się jej kominy. Powstała w strefie wadycznej, ale w związku z budującymi ją warstwami ławicowymi.
Nacieki składają się głównie z polew. Miejscami na ścianach korytarza i na spągu występują na ich powierzchni niewielkie kryształy kalcytu. Część polew tworzy nacieki wełniste powstające przez konsolidacje mleka wapiennego.
Naukowcy stwierdzili występowanie w Jaskini Krakowskiej 9 gatunków nietoperzy. 

## Historia poznania
Jaskinia znana była od dawna, a jej namulisko kilkakrotnie przekopywane. W 1872 r. O. Grube próbował wydobyć namulisko w pierwszej jej sali, jednak uniemożliwiła mu to gruba warstwa polewy kalcytowe. Pozyskane przy tej okazji artefakty przebadali  Virchov w 1880 r. i Ferdynand Römer w 1883 r. Znaleźli szczątki kręgowców pochodzące z plejstocenu lub holocenu – dokładnie nie zostało to ustalone. Znaleziono także szczątki ludzkie, w tym czaszki, wyroby z kości, ceramikę i ślady ognisk. W 1924 r. jaskinia uznana zastała za zabytek. Zinwentaryzował ją Kazimierz Kowalski w 1950 r..
Wąwóz Jamki i Jaskinia Krakowska znajdują się  na obszarze ochrony ścisłej OPN i wstęp do nich wymaga zgody dyrekcji parku. W 2010 r. otwór Jaskini Krakowskiej zamknięto kratą.